# Le Café du commerce
Le Café du commerce est un tableau réalisé par le peintre français Jean Émile Laboureur en 1913. Exécutée dans un style influencé par le cubisme, cette huile sur toile est une scène de genre qui représente l'intérieur d'un café sur la place du Commerce, à Nantes. Elle figure une clientèle entièrement masculine jouant aux cartes et au billard sous l'enseigne jaune de l'établissement. Exposée au Salon des indépendants de 1914, la peinture est conservée au sein des collections du musée d'Arts de Nantes, à Nantes, après avoir été achetée en 1967.